# Parque Nacional da Costa dos Esqueletos
O Parque Nacional da Costa dos Esqueletos é um parque nacional localizado no noroeste da Namíbia, na chamada Costa dos Esqueletos (em inglês: Skeleton Coast) com praias bastante inacessíveis, salpicadas de restos de naufrágios. O parque foi estabelecido em 1971 e tem uma área de 16845 km2. Está dividido numa parte norte e outra sul, sendo a parte sul aberta à circulação de veículos de 4 rodas, podendo estes ir para a parte norte mas só até à "porta do rio Ugab" (onde existe um sinal com uma caveira que avisa que não se pode ir além dessa marca). A parte norte só é acessível a safáris. A areia solta é uma armadilha mortal, mesmo para os mais poderosos veículos de 4 rodas.

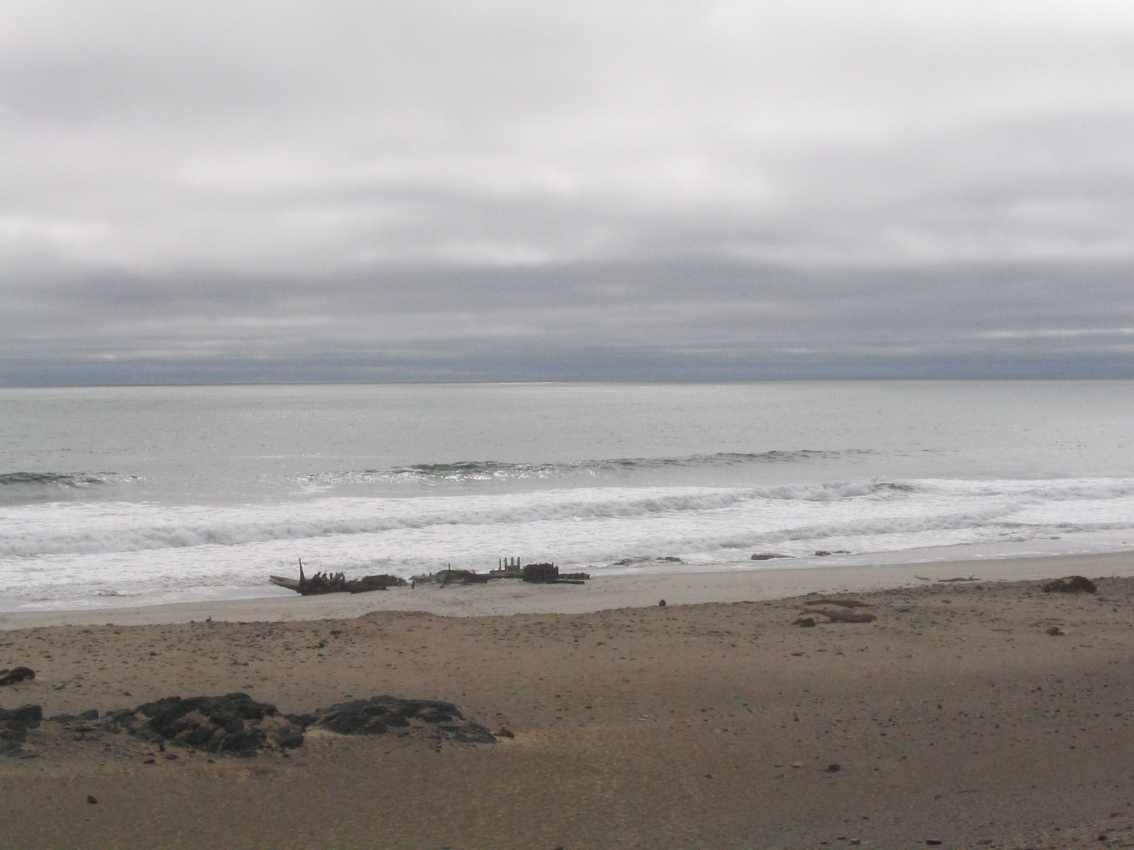
Praia de parte da costa

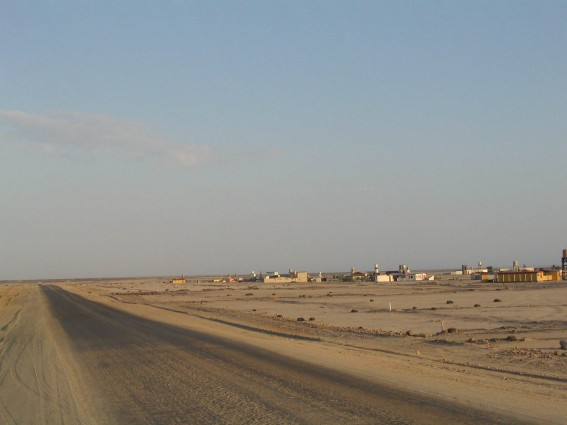
Henties Bay, na Costa dos Esqueletos